# F. D. C. Willard
F. D. C. Willard (khoảng 1968 - 1982) là bút danh của một con mèo Xiêm tên Chester, con vật đã cho xuất bản một tác phẩm quốc tế dưới cái tên F.D.C. Wiillard trên các tạp chí khoa học, từng là đồng tác giả và một lần khác là tác giả duy nhất.

## Lý lịch
Nhà vật lý và toán học người Mỹ Jack H. Hetherington, thuộc Đại học bang Michigan, năm 1975 muốn công bố một số kết quả nghiên cứu của ông trong lĩnh vực vật lý nhiệt độ thấp trên tạp chí khoa học Physical Review. Một đồng nghiệp, người mà ông đã đưa ra bài viết của mình để xem xét, chỉ ra rằng Hetherington đã sử dụng ngôi thứ nhất số nhiều trong văn bản của mình, và tạp chí sẽ từ chối bài viết này khi đệ trình chỉ có một tác giả duy nhất đệ trình. Thay vì dành thời gian để gõ lại bài viết để sử dụng hình thức đại từ nhân xưng số ít hoặc để đưa vào một đồng tác giả, Hetherington đã quyết định "phát minh" ra một tác giả.

## Ấn phẩm
Hetherington có một con mèo Xiêm tên Chester, được một người Xiêm tên Willard nuôi dưỡng. Sợ rằng các đồng nghiệp có thể nhận ra tên thú cưng của mình, ông nghĩ tốt hơn nên sử dụng tên ban đầu của thú cưng. Nhận thức được rằng hầu hết người Mỹ có ít nhất có hai tên, ông đã phát minh ra hai tên được đặt thêm dựa trên tên khoa học của một con mèo nhà, Felis localus, và viết tắt chúng theo tên của FDC, bài báo của ông, có tên "Hai-, Ba- và Bốn- Hiệu ứng trao đổi nguyên tử trong bcc He" và được viết bởi JH Hetherington và FDC Willard, đã được Tạp chí Vật lý chấp nhận và xuất bản trong số 35 (tháng 11 năm 1975).
Tại Hội nghị quốc tế lần thứ 15 về Vật lý nhiệt độ thấp năm 1978 tại Grenoble, đồng tác giả của Hetherington đã bị lộ: Hetherington đã gửi một số bản sao có chữ ký của bài báo của mình cho bạn bè và đồng nghiệp và bao gồm "chữ ký" (bản in chân) của đồng tác giả của mình trong họ. [4] Sau đó, một bài tiểu luận khác xuất hiện, lần này là tác giả duy nhất của F. D. C. Willard, có tựa đề "L'hélium 3 solide. Un antiferromagnétique nucléaire", được xuất bản (bằng tiếng Pháp) vào tháng 9 năm 1980 trên tạp chí khoa học nổi tiếng của Pháp La Recherche. Sau đó, Willard biến mất với vai trò là một tác giả từ thế giới khoa học chuyên nghiệp.

## Tiếp nhận
Việc hé lộ của đồng tác giả của Hetherington về bài tiểu luận Physical Review, thường được nhắc đến, khiến cho đồng tác giả trở nên nổi tiếng thế giới. Câu chuyện kể rằng khi các câu hỏi được gửi đến văn phòng của Hetherington tại Đại học bang Michigan và Hetherington vắng mặt, người gọi sẽ yêu cầu nói chuyện với đồng tác giả. F. D. C. Willard xuất hiện liên tục trong các chú thích, trong đó nó được cảm ơn vì "những đóng góp hữu ích cho cuộc thảo luận" hoặc giao tiếp bằng miệng, [1] và thậm chí còn đề nghị một vị trí như một giáo sư. F. D. C. Willard đôi khi được đưa vào danh sách "Những chú mèo nổi tiếng" hay "Những chú mèo lịch sử". Như một trò đùa của Cá tháng Tư, năm 2014, Hiệp hội Vật lý Hoa Kỳ đã thông báo rằng các bài báo được cho là của mèo, bao gồm cả các bài của Hetherington / Willard, từ nay sẽ được truy cập mở (các bài báo của APS thường yêu cầu đăng ký hoặc thành viên để truy cập web).